# NGC 1163
NGC 1163 (również PGC 11359) – galaktyka spiralna z poprzeczką (SBbc), znajdująca się w gwiazdozbiorze Erydanu. Odkrył ją Francis Leavenworth 31 października 1885 roku.